# Бруно Ліма
Бруно Ліма Басолу (ісп. Bruno Lima Basolu; (4 лютого 1996 , Сан-Хуан ) — аргентинський волейболіст, бронзовий призер Олімпійських ігор 2020 року.

## Титули та досягнення
За збірну
- Бронзовий призер Олімпійських ігор 2020 року
- Срібний призер Чемпіонату Південної Америки 2019 року
- Володар Південноамериканського кубку 2017 року
- Срібний призер Південноамериканського кубку 2016 року

Клубні
 Шомон Волейбол 52
- Володар Суперкубку Франції (1): 2017/18

 Болівар Волей
- Володар Кубку Аргентини (1): 2014/15